# Надуда Олег Миколайович
Оле́г Микола́йович Наду́да (нар. 23 лютого 1971, Київ) — колишній український футболіст, півзахисник.

## Ігрова кар'єра
Професійну кар'єру розпочав у київському СКА. Потім був успішний досвід гри у вінницькій «Ниві».
У 1994 році залишає Україну. Протягом шести сезонів він забиває голи за московський «Спартак» та «Маккабі» з Герцлії.
У складі збірної України відіграв єдиний матч. 26 квітня 1995 року вийшов у складі проти Естонії під час відбору до Євро 1996.

## На посаді тренера
По завершенні виступів як гравця, Надуда залишається у «Арсеналі» на посаді тренера. У 2010 році його запрошує у свою команду його колишній тренер Вячеслав Грозний, який на той час очолив київський «Арсенал».

## Досягнення
- Чемпіон Росії (1): 1994
- Переможець Першої ліги України (1): 1993